# Kronberg (Basse-Bavière)
Le Kronberg est une montagne culminant à 983 mètres d'altitude dans le massif de la forêt de Bohême.
Il forme le point culminant d'un chaînon montagneux subordonné entre Bodenmais, Langdorf et Böbrach au milieu de l'arrondissement de Regen. Il ne faut pas le confondre avec la montagne du même nom haute de 785 mètres près de Viechtach.
Au sommet rocheux se trouvent une croix sommitale et deux bancs de repos. Plusieurs sentiers de randonnée balisés mènent au Kronberg depuis les hameaux de Stein, Schöneck, Waldmann et Böhmhof (arrêt de la ligne de Zwiesel à Bodenmais). C'est un sommet moins fréquenté que d'autres plus élevés à proximité comme le Großer Arber ou le Silberberg.